# Thyridanthrax alphonsi
Thyridanthrax alphonsi is een vliegensoort uit de familie van de wolzwevers (Bombyliidae). De wetenschappelijke naam van de soort is voor het eerst geldig gepubliceerd in 2000 door Sanchez Terron & Roldan Bravo.